# Liste der denkmalgeschützten Objekte in Stinatz
Die Liste der denkmalgeschützten Objekte in Stinatz enthält die denkmalgeschützten, unbeweglichen Objekte der Gemeinde Stinatz.

## Denkmäler
| Foto |                 | Denkmal                                                                   | Standort                            | Beschreibung | Metadaten |
| ---- | --------------- | ------------------------------------------------------------------------- | ----------------------------------- | --- | --- |
| ja   | Datei hochladen | Kath. Pfarrkirche hll. Petrus und Paulus HERIS-ID: 31830 Objekt-ID: 28823 | Hauptplatz 19a Standort KG: Stinatz | Pfarre seit 1790. Kirche erbaut von 1815 bis 1819, eine Erweiterung erfolgte im Jahr 1883. Ein Umbau erfolgte 1971/72. Großer Bau mit leicht eingezogenem Chor und westlichem Fassadentürmchen. Ursprünglich einschiffig, das nördliche Seitenschiff und der Zubau an der Südwand des ersten Chorjoches sind jedoch modern. Dreijochiges Schiff; Platzlgewölbe zwischen Gurten auf breiten Pilastern. In den Chorjochen Platzl, in der Apsis Schalengewölbe. Der Hochaltar stammt aus dem Jahr 1883, ein weiterer Seitenaltar vom Beginn des 19. Jahrhunderts. | BDA-Hist.: Q15124743 Status: § 2a Stand der BDA-Liste: 2025-06-30 Name: Kath. Pfarrkirche hll. Petrus und Paulus GstNr.: 589 Kath. Pfarrkirche hll. Petrus und Paulus (Stinatz) |
| ja   | Datei hochladen | Heimatmuseum Stinatz HERIS-ID: 31834 Objekt-ID: 28827                     | Hauptstraße 21 Standort KG: Stinatz | Holzblockbau, bezeichnet mit 1813. Bei einem Brand am 01.06.2025 wurden zwei Gebäude des Heimathauses zerstört. | BDA-Hist.: Q37944514 Status: § 2a Stand der BDA-Liste: 2025-06-30 Name: Heimatmuseum Stinatz GstNr.: 5722/1, 5722/2                                                             |
| ja   | Datei hochladen | Kitting HERIS-ID: 33364 Objekt-ID: 30804                                  | Hauptstraße 21 Standort KG: Stinatz | Ein Kitting aus der Gemeinde Oberschützen (angrenzend ein Stadel aus Markt Allhau) | BDA-Hist.: Q37951763 Status: Bescheid Stand der BDA-Liste: 2025-06-30 Name: Kitting GstNr.: 5722/1, 5722/2                                                                      |